# Агаджанов, Павел Артемьевич
Па́вел Арте́мьевич Агаджа́нов (арм. Աղաջանով Պավել Արտյոմի, 21 мая 1923, Баку — 7 июля 2001) — советский инженер-конструктор армянского происхождения, один из деятелей советской космонавтики. Лауреат Ленинской премии.
Генерал-лейтенант-инженер(1983).
Главный специалист в программах по созданию первых межконтинентальных баллистических ракет, ракет-носителей и первого искусственного спутника Земли. Внес неоценимый вклад в создание космического командно-измерительного комплекса (КИК), который применялся при полёте первого отечественного искусственного спутника земли и первого полета человека в космос.
Известный специалист по системам радиоуправления летательными аппаратами.

## Биография
Родился 21 мая 1923 г. в Баку. Окончив с отличием среднюю школу в Баку, поступил в Ленинградскую военно-воздушную инженерную академию, которую также окончил с отличием в 1944 и тут же был направлен на фронт, в 4-ю воздушную армию в Крыму. После Великой Отечественной войны стал научным сотрудником Научно-исследовательского института Академии артиллерийских наук СССР. В 1946 — преподаватель Военно-воздушной академии имени Н. Е. Жуковского. С 1948 — начальником научно-исследовательского бюро и начальником отдела НИИ-4 МО. В 1949 стал кандидатом технических наук. С 1954 по 1971 — руководил научно-испытательной работой в комплексе измерительных средств, связи и единого времени, являясь при этом одним из главных участников её создания. С 1959 по 1961 — научный руководитель Центра дальней космической связи. С 1960 — профессор кафедры радиоуправления летательных аппаратов Московского авиационного института. С 1961 по 1972 — был руководителем Главной оперативной группы управления (ГОГУ) полетом пилотируемых космических кораблей. В 1971 — назначен заместителем директора по научной работе, главным конструктором крупного научно-исследовательского института автоматизированных аппаратов. С 1988 — генеральный конструктор и заместитель директора Института автоматизации проектирования АН СССР. С этого же года заведовал и кафедрой больших систем в Московском физико-техническом институте. Заведующий кафедрой «Радиосистемы управления и передач информации» МАИ. Умер 7 июля 2001 г.

## Достижения в работе

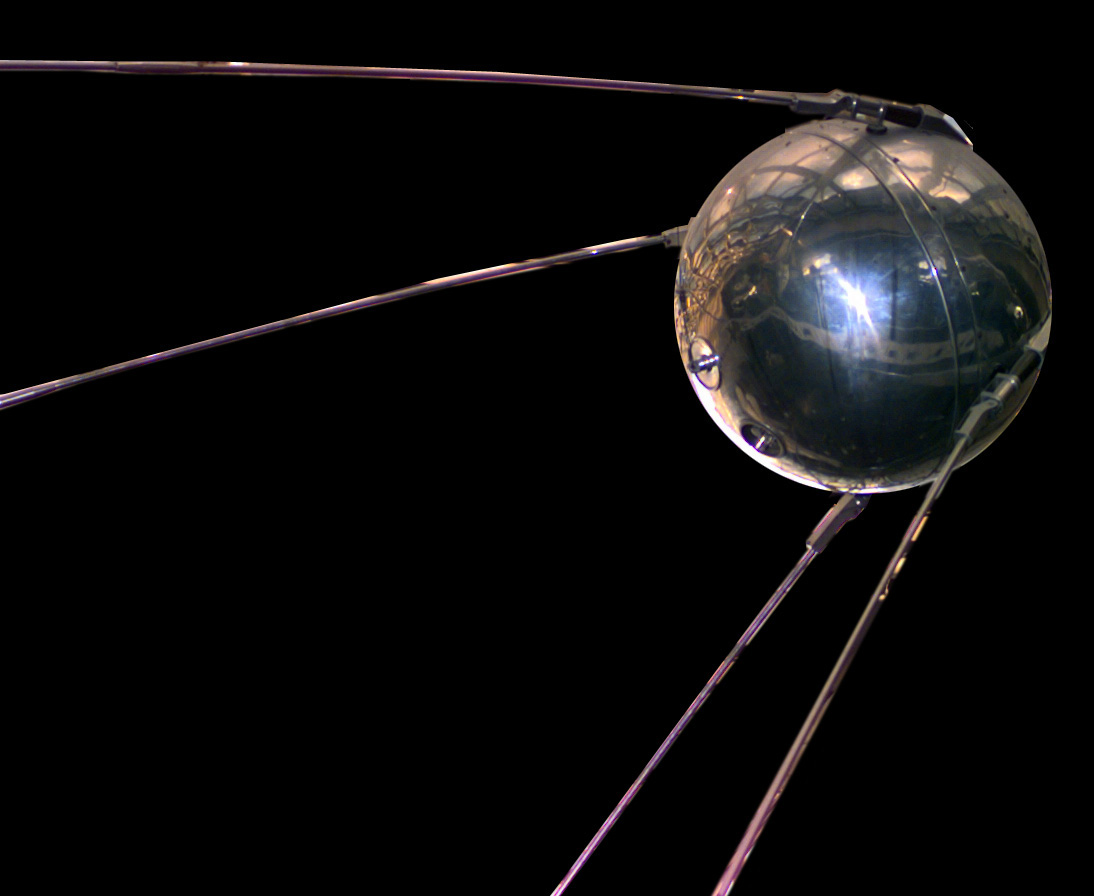
Спутник-1

- Разработка теории и практических методов информационного обеспечения процессов управления в больших автоматизированных системах специального назначения.
- Один из основоположников отечественной космонавтики. Выдающийся специалист по системам радиоуправления летательными аппаратами.
- Главный специалист в программах по созданию первых межконтинентальных баллистических ракет, ракет-носителей и первого искусственного спутника Земли.
- Руководитель работ по созданию центра командно-измерительного комплекса для обеспечения полета космических кораблей.
- Внес неоценимый вклад в создание измерительных средств на ракетодроме Капустин Яр (в народе-Капяр) и космодроме Байконур, а затем и космического командно-измерительного комплекса (КИК). организатор телекоммуникационной — телеметрической системы.
- КИК применялся при полёте первого отечественного искусственного спутника земли и первого полета человека в космос, для программ «Луна», «Венера», «Марс». Им были оборудованы станции по оснащению телеспутника «Молния», около 2000 станций «Экран», 100 станций «Орбита», 100 станций «Москва» и т. д.

## Награды и звания
- Два ордена Трудового Красного Знамени
- Орден Красной Звезды (1956)
- Орден Отечественной войны  1-й степени (1985)
- Орден «Знак Почёта»
- Генерал-лейтенант-инженер (1983)
- Профессор
- Доктор технических наук
- Член-корреспондент АН СССР (1984; c 1991 года — член-корреспондент РАН)
- Член Российской инженерной академии
- Почётный член Международной инженерной академии[3]
- Лауреат Ленинской премии (1957) (награждён вместе с С. П. Королёвым и М. В. Келдышем)
- Лауреат Премии Совета Министров СССР.[4][5]

## Научная работа
- Подготовил 8 кандидатов наук.

## Из библиографии
Опубликовал более 120 работ, в том числе 8 монографий.
- Математическое моделирование задач управления и навигации КА при спуске с орбиты ИСЗ и разработка программно-алгоритмического обеспечения бортовых вычислительных систем / П. А. Агаджанов, Г. М. Лохов, Л. П. Мухамедов. — М. : ИАП, 1992. — 125 с. : ил.; 20 см. — (Препринт. АН СССР, Ин-т автоматизации проектирования; N 6).

### Учебные пособия
- Основы радиотелеметрии. — М.: Воениздат, 1971. — 246 с.
- Основы радиоуправления : [Учеб. пособие для вузов по направлению «Радиотехника» / П. А. Агаджанов и др.]; Под ред. В. А. Вейцеля. — М. : Радио и связь, 1995. — 326,[1] с. : ил.; 22 см; ISBN 5-256-01147-2

### Научно-популярные
- Командно-измерительный комплекс. — М.: Знание, 1979. — 64 с. (Новое в жизни, науке, технике. Серия «Космонавтика, астрономия». № 6).
- Спутники связи / П. А. Агаджанов, А. А. Большой, В. И. Галкин. — М. : Знание, 1981. — 64 с. : схем., карт.